# Torre Molfese
La Torre Molfese è un edificio storico che si trova in frazione San Brancato di Sant'Arcangelo, in provincia di Potenza. La struttura, già nota in passato come “Torre Mederico”, dal nome della contrada dove è posta, giace su una collina circondata di ulivi e vigneti e si ritiene sia stata in origine una torre d'avvistamento a tutela dei viandanti diretti al vicino monastero di Santa Maria d'Orsoleo, che dista meno di un chilometro e mezzo in linea d’aria ed è raggiungibile proseguendo lungo la stessa via che porta alla torre.

## Storia
La struttura si trova citata già in una pergamena del 1616 conservata all'archivio di Stato di Potenza.

Nel catasto onciario del 1742, consultabile presso l'Archivio di Stato di Napoli, risulta tra i beni dell'annessa cappella di Santa Maria della Croce, giuspatronato della famiglia Giocoli di Sant'Arcangelo per successione ereditaria dalla famiglia Lucarelli, e nell'apprezzo allegato al documento settecentesco è descritta come «un comprensorio di terreni aratorij, e poca parte inculti, con cappella, e niviera diruta, casa detta la Torretta per proprio uso, e grotta e pagliari per uso, commodo, ed abitazione de bovi [...] , di tumula duecento venti incirca, [...] con molti piedi di quercie, e con fontana di fabrica surgiva, vulgo chiamata Medrico».
La torre passa nella proprietà di appartenenti della famiglia Molfese di Sant'Arcangelo nel Novecento e dagli anni ottanta, dopo essere stata vittima con tutta l'area circostante di un progressivo e profondo degrado, dovuto anche alla chiusura delle attività del monastero d'Orsoleo, è stata ricostruita partendo dai ruderi rimasti, insieme alla piccola cappella di Santa Maria della Croce alla quale era appartenuta in passato. 
Dall'inaugurazione avvenuta nel 1996, a restauro terminato, ospita al suo interno una raccolta di foto della civiltà contadina ed è sede del Centro Regionale Lucano dell'Accademia di Storia dell'Arte Sanitaria e Centro Studi sulla Popolazione, per migliorare la condizione dell'anziano in Basilicata. 
La torre, oggi tra i beni sotto tutela della Soprintendenza Archeologia Belle Arti e Paesaggio della Basilicata, viene aperta saltuariamente al pubblico in occasione di convegni e iniziative sul territorio. 

## Struttura
L’edificio, di pianta quadrangolare, è composto da tre piani, con pareti di mattoni e pietre per quello a piano terra e di soli mattoni a vista per quelli successivi. 
All'interno erano presenti un camino rudimentale e una scala per collegare, oggi come allora, i vari piani. La torre e tutto l'insediamento erano inoltre attrezzati di varie pertinenze e servizi: tra questi, grotte e ‘’catoggi’’, ambienti ipogei con funzioni di magazzino e riparo per animali, una ‘’nevera’’, cioè una ghiacciaia dove accumulare la neve per consentire la conservazione delle derrate alimentari, e soprattutto l'acqua, della quale ci si poteva rifornire grazie alla vicina fontana Mederico.